# مارجوري هيوز
مارجوري هيوز (بالإنجليزية: Marjorie Hughes)‏ هي عازفة الجاز أمريكية، ولدت في 15 ديسمبر 1925 في سبرينغفيلد في الولايات المتحدة.